# Liriomyza erucifolii
Liriomyza erucifolii är en tvåvingeart som beskrevs av de Meijere 1943. Liriomyza erucifolii ingår i släktet Liriomyza och familjen minerarflugor.
Artens utbredningsområde är Frankrike. Arten är reproducerande i Sverige. Inga underarter finns listade i Catalogue of Life.